# Кристиан Лоренц
Кристиан „Флаке“ Лоренц (понякога наричан „Доктор Лоренц“) е немски музикант в групата Rammstein. Също е познат и с участието в групата Feeling B.

## Биография

### Ранни Години
Роден е на 16 ноември, 1966 в Берлин. Неговото семейно минало е неясно. Лоренц има брат който е с 3 години по-голям. Той е отраснал и още живее на родното си място район Пренслауер Берг (Prenzlauer Berg), Берлин (сега част от предградието Панков), където той още минава край старото си училище по пътя към репетициите на групата.
Лоренц е обучен пианист, но той не се оценява много високо. Флаке казва, че е избрал пианото, защото негов приятел свирил от тригодишен. Родителите му го пратили в музикално училище. Флаке започнал като рисувал клавишите от пианото върху ръба на прозореца и се упражнявал половин година така. Родителите му купили пиано за 100 източногермански марки.
Кристиан се „пристрастил“ към рока като малък. Той прекратил уроците си, за да свири джаз записите на баща си. „Когато влязох в първата си група – казва Флаке – забелязах, че не мога да свиря модерна музика. Все още не мога!“
На 16 г. той чиракува като майстор на играчки, една очевидно кратка кариера.

### Feeling B
През 1983, на седемнадесет години, той започва да свири в групата Feeling B с Паул Ландерс и Альоша Ромпе, Роден в Берлин, дете на швейцарец и германка живеещ в Източен Берлин. Той остава в групата за 10 години. Feeling B започват на затвърдилата се ъндърграунд пънк сцена. След време, популярността на групата нараснала значително и в края на ГДР, е една от най-уважаваните и влиятелни Източно Германски групи. ===
Флаке живял в един апартамент с Паул по време на ранните им години. Когато нямали еднократни ангажименти (gigs – еднократен ангажимент (на музикант и пр.)), Ландерс и Флаке продавали изолации направени от разрязани чаршафи и парцали на черния пазар. Две на месец носели пари колкото средната заплата на един работник.“Беше много лесно да се живее; не работиш и се пазиш от неприятности. Имаш проблеми само ако те хванат“ – казва Ландерс.
Групата се разпада в средата на 90-те. За специални събития, членовете на групата се събират за единични концерти на пънк фестивали, до смъртта на Ромпе през ноември 2000 г.

### Rammstein
През 1994, Тил Линдеман, Рихард Круспе-Бернщайн, Оливър Ридел и Кристоф Шнайдер влизат и печелят музикалният конкурс Berlin Senate Metro, с който печелят записа на 4 професионални демо парчета. Паул Ландерс тържествено се присъединява към групата, а Флаке го прави последен. Първоначално той не искал да се присъедини към петимата си „съгрупници“ и трябвало да му „извадят душата“ за да стане член на Rammstein. Той си мислел че групата ще е прекалено скучна. В края на краищата той се съгласил и групата започнала работа по дебютния си албум, Herzeleid което означава сърдечна огромна мъка. Флаке е може би най-познат с неговата част от скандалното живо изпълнение на песента „Bück dich“(навеждам се, покланям се), където той и Тил симулират содомия.
На 5 юни 1999 г. в Уорчестър, Масачузетс (САЩ) Линдеман и Флаке са арестувани и обвинени за похотливо и развратено поведение. Сержант Томас Радула от Уорчестърския Полицейски Отдел дава показания, че Линдеман е симулирал секс с Флаке на сцената „използвайки фалически предмет който стрелял вода над тълпата“. Те са задържани и освободени на същия ден срещу $25 гаранция. След месеци юридически дебати, те са глобени с $100.
Неговото изпълнение в “Bück dich“ не е единствената роля с която той е познат на публиката. До 2002, Флаке „плува“ в публиката в лодка по време на изпълнението на „Seeman“. Оли заема мястото му през 2002, защото Кристиян се е контузвал прекалено много, а и през 2001 по време на концерта в Санкт Петербург, Флаке е свален от лодката от тълпата и остава почти без дрехи. Когато пеят „Mein Teil“, Флаке е „сготвен“ с огнепръскачка в гигантски казан от Тил. Флаке танцува по време на „Weißes Fleisch“. В клипа за „Keine Lust“, Флаке е в електрическа инвалидна количка. Той скача от върха на горяща сграда във видеото към „Benzin“.
По време на Концерт в Готенберг, Швеция на 30 юни 2005, Тил претърпява контузия на коляното, след като Флаке инцидентно минава през него с машинката, която кара по време на изпълнението на песента „Amerika“. Това коства предвидените концерти в Азия.
През 2005, Флаке е с инфекция която струва отменянето на концертите в Южна Америка.

### Брак и Деца
Флаке има един развод и три деца. Едното му дете е Ани. Неговото семейно положение е неизвестно, след развода има много малко информация за личния му живот извън музикалната кариера.

## Личен живот
Естественият цвят на косата му е кафяв, но той се боядисва много често. Очите му са сини. Не се знае много за личния живот на Флаке, защото той предпочита да го пази в тайна. Флаке е атеист, той е против организираната религия. Той казва „Не одобрявам религиите, които са изработени в твърди институции. Също мисля, че религиозните фанатици и мисионерските мисии са опасни“.
Флаке мрази Америка и повечето от американската култура. Той я нарича „болна и упадъчна държава без култура“. Музикантът харесва интернет (но няма възможност за достъп от дома си), Полша и полската храна. Той презира McDonald’s. Харесва да слуша Element of Crime, Coldplay, Placebo, Johnny Cash, PJ Harvey, System of a Down, Ministry и Prodigy.
Флаке е аматьор в рисуването и обича класически коли. Той има Мерцедес и е забъркан в наемането на стари коли.

## Прякори
Кристиан Лоренц обикновено е с прякора „Флаке“(произнася се Флак-ех) или „Доктора“. Доктор идва от това, че той искал да стане хирург, но не бил допуснат да учи, защото отказал да се присъедини към Източно Германската Aрмия. Колкото до „Флаке“, причината да го наричат така, е неизвестна. Той казва, че хората започнали да му казват „Флаке“ като малък и това просто си останало.